# Miquel dels Sants Oliver i Tolrà

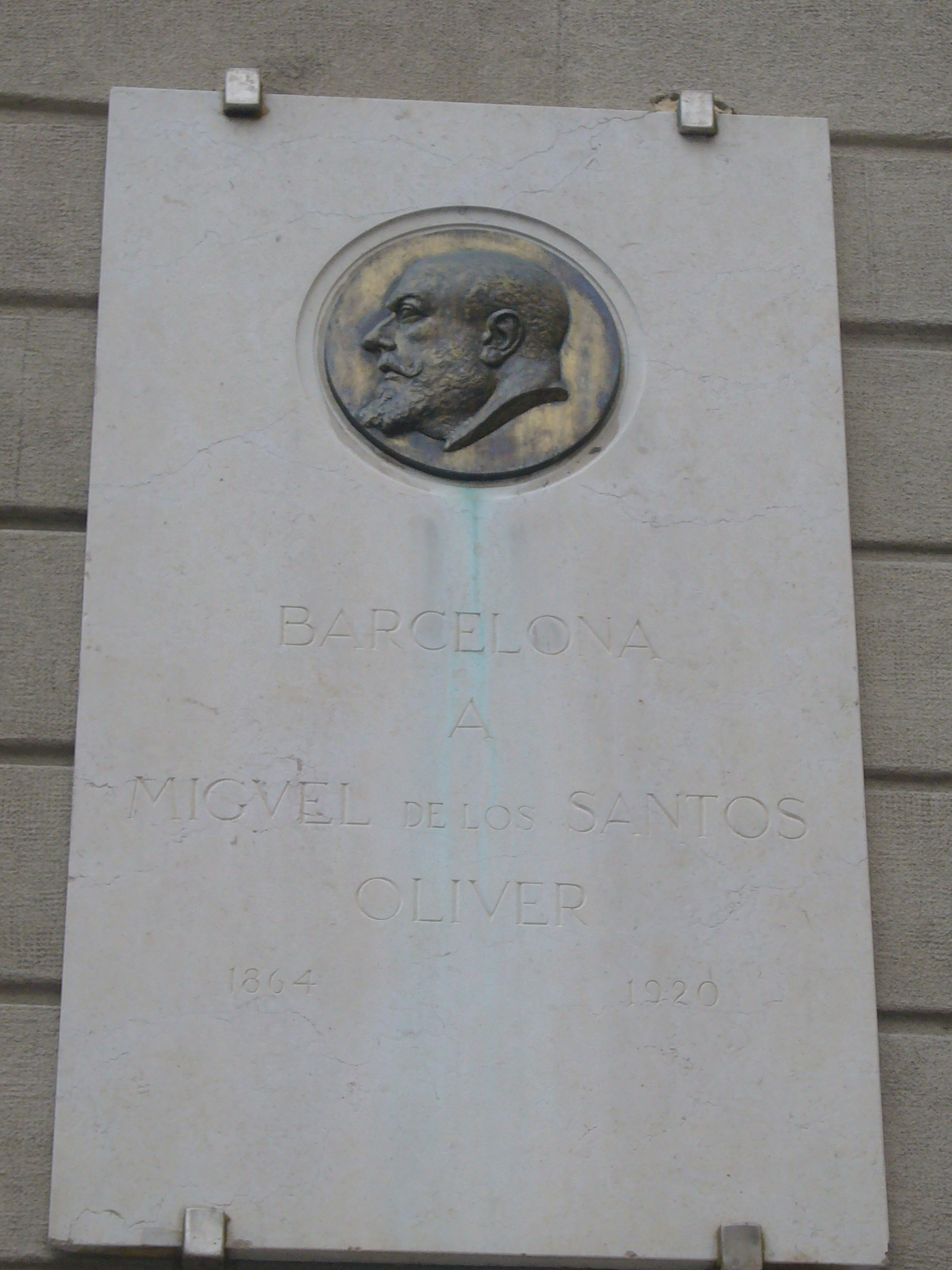
Placa a Miquel dels Sants Oliver, a la façana de l'Ateneu Barcelonès

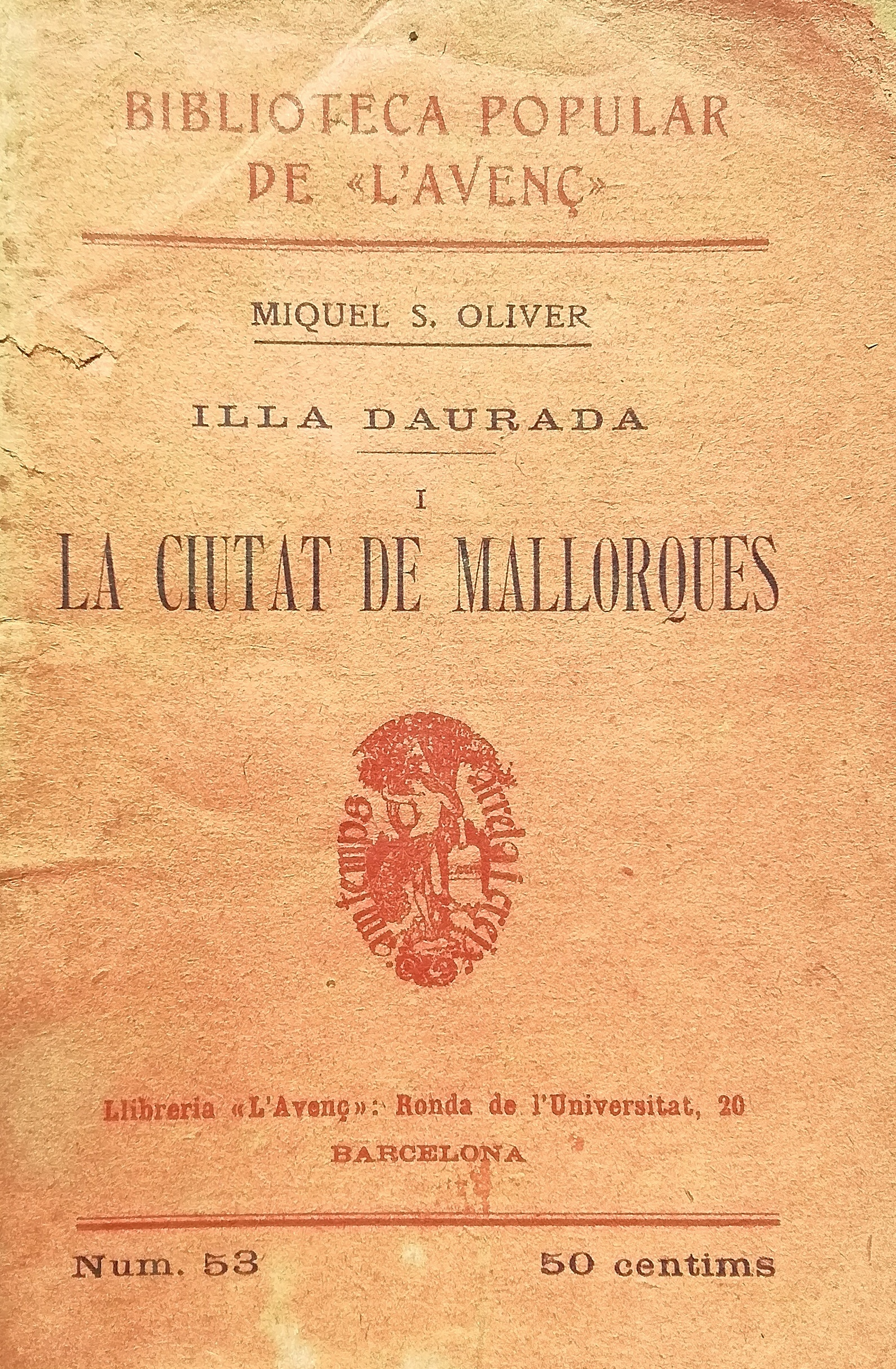
Illa Daurada - La ciutat de Mallorques, publicat l'any 1906

Miquel dels Sants Oliver i Tolrà (Campanet, Mallorca, 4 de maig de 1864 - Barcelona, 9 de gener de 1920) fou un periodista, assagista, poeta i ideòleg del regionalisme, membre fundador de l'Institut d'Estudis Catalans i director del Diari de Barcelona i de La Vanguardia. Juntament amb mossèn Antoni Maria Alcover, va iniciar la recuperació del català a l'inici del segle xx.

## Biografia
Nasqué en una família benestant. El seu pare, Joan Lluís Oliver i Sabrafín (ca.1834-1897), era un destacat periodista que havia treballat per El Correo de Mallorca i La Almudaina, entre d'altres. Miquel dels Sants, en acabar el batxillerat, començà a treballar a La Opinión i El Anunciador Balear. El 1881, en ocasió del segon centenari de la mort de Pedro Calderón de la Barca, va rebre una menció honorífica en un concurs de l'Ajuntament de Palma.
El mateix 1881 es traslladà a Barcelona per a estudiar Dret. Travà relacions amb gent propera a la revista L'Avenç i al modernisme català com Narcís Oller, Josep Yxart, Francesc Matheu, Joan Sardà i d'altres, dels qui aprengué el que va poder. No deixà mai d'escriure durant aquesta etapa, i quan tornà a Palma escrigué anàlisi política a La Almudaina, fundat el 1887 per son pare, i fundà La Roqueta, en català. Després de tornar a Barcelona per acabar la carrera de Dret, el 1892 retornà a Palma i va ser director gerent del Fomento Agrícola de Mallorca, mentre seguia treballant de periodista, on anà ascendint fins que el 1897 fou nomenat director del banc de La Almudaina.
La darrera dècada del segle xix escrigué articles i llibres, com La cuestión regional, el 1899, on criticava el centralisme de la Restauració espanyola, una obra que va marcar l'inici del Mallorquinisme i del regionalisme balear. D'aquesta època també destaquen Cosecha periodística del 1891, Mallorca durante la primera revolución, 1808-1814, del 1901 o La literatura en Mallorca, el 1903.
El 1903 decidí tornar a Barcelona, inicià col·laboracions amb el Diari de Barcelona fins a ser-ne director el 1904, un càrrec que ostentà dos anys, fins que marxà per diferències ideològiques. El 1906 passà a esdevenir membre preeminent de la troica directiva de La Vanguardia, juntament amb Ezequiel Boixet i Alfred Opisso, fins que el 1916 fou designat director, càrrec que mantingué fins al 1920, any de la seva mort. Sota la direcció de Miquel dels Sants Oliver, La Vanguardia contractà prestigiosos col·laboradors del Diari de Barcelona, degà de la premsa continental, i fou el primer diari espanyol que envià corresponsals a París i Berlín. En aquella època es convertí, amb més de 80.000 exemplars, en el diari de més difusió de Catalunya.
Fou membre de l'Acadèmia de Belles Arts de Barcelona des del 1913. i el 1917 fou elegit president de l'Ateneu Barcelonès.

OBRA
Obres Completes (Direcció: Pere Rosselló Bover) (Edició en curs).
- OC, 1. Mallorca durante la primera Revolución (I) (1999). Estudi preliminar de Pere Fullana Puigserver. Palma: Lleonard Muntaner Editor. 283 p.
- OC, 2. Mallorca durante la primera Revolución (II) (1999). Palma: Lleonard Muntaner Editor. 276 p.

- OC, 3. Hojas del sábado (I). De Mallorca (2000). Estudi preliminar de Pere Rosselló Bover. Palma: Lleonard Muntaner Editor. 222 p.
- OC, 4. Hojas del sábado (II). Revisiones y centenarios (2001). Estudi preliminar de Francisco Díaz de Castro. Palma: Lleonard Muntaner Editor. 206 p.

- OC, 5. Hojas del sábado (III). La herencia de Rousseau (2012). Estudi preliminar d'Antoni-Lluc Ferrer. Palma: Lleonard Muntaner Editor i Institut d'Estudis Catalans. 185 p.
- OC, 6. Hojas del sábado (IV). Comentarios de política y patriotismo (2013). Estudi preliminar d'Antoni Marimon. Palma: Lleonard Muntaner i Institut d'Estudis Catalans. 194 p.
- OC, 7. Hojas del sábado (V-VI). Historias de los tiempos terribles. Algunos ensayos (2014). Pròleg de Jordi Casassas Ymbert. Palma: Lleonard Muntaner Editor i Institut d'Estudis Catalans 360 p.
- OC, 8. Mestres i amics (2015). Pròleg de Joan Mas i Vives. Palma: Lleonard Muntaner Editor i Institut d'Estudis Catalans. 300 p.

- OC, 9. De Barcelona. Crónicas fugaces (2015). Estudi introductori de Damià Pons. Palma: Lleonard Muntaner Editor, Institut d'Estudis Catalans i Ajuntament de Barcelona. 611 p.
- OC, 11. Articles costumistes (2019). Estudi introductori d'Ignasi Serra Nicolau. Palma: Lleonard Muntaner Editor i Institut d'Estudis Catalans. 331 p.